# Olethreutes aeolantha
Olethreutes aeolantha är en fjärilsart som beskrevs av Edward Meyrick 1914. Olethreutes aeolantha ingår i släktet Olethreutes och familjen vecklare. Inga underarter finns listade i Catalogue of Life.